# Иванова Слобода (Гомельская область)
Иванова Слобода (иногда Слобода, бел. Іванава Слабада, Слабада) — деревня в Тонежском сельсовете Лельчицкого района Гомельской области Белоруссии.

## География
В 45 км на запад от Лельчиц, 48 км от железнодорожной станции Житковичи (Лунинец — Калинковичи), 122 км от Гомеля.
На востоке и северо-западе урочища Мошки, Заломы, Нивки, Гадовки, на северо-западе урочище Таракатница.

## История
Месторасположение современной деревни осваивалось человеком с давних времён, о чём свидетельствуют обнаруженные археологами 2 курганных могильника (37 насыпей в 0,8 км на запад от деревни, в урочище Курганы; 4 насыпи, в 3 км на запад от деревни). Согласно письменным источникам известна с начала XIX века как селение в Тонежской волости Мозырского уезда Минской губернии. Согласно ревизских материалов 1834 года в составе Туровского казённого поместья. В 1879 году обозначена как селение в Тонежском церковном приходе. Согласно переписи 1897 года действовала кузница. В 1913 году открыта земская школа, которая размещалась в наёмном крестьянском доме.
В 1930 году организован колхоз. В январе 1943 года оккупанты сожгли деревню и убили 9 жителей. Согласно переписи 1959 года центр колхоза «Красное Полесье». Расположены 9-летняя школа, фельдшерско-акушерский пункт, Дом культуры, отделение связи.

## Население
- 1811 год — 11 дворов, 59 жителей.
- 1834 год — 15 дворов, 99 жителей.
- 1897 год — 74 двора, 401 житель (согласно переписи).
- 1908 год — 85 дворов, 607 жителей.
- 1925 год — 118 дворов.
- 1940 год — 141 двор, 723 жителя.
- 1959 год — 526 жителей (согласно переписи).
- 2004 год — 244 хозяйства, 551 житель.

## Транспортная сеть
Транспортные связи по местной, затем автомобильной дороге Дзержинск — Лельчицы. Планировка состоит из прямолинейной улицы, ориентированной с юго-запада на северо-восток и застроенной двусторонне деревянными домами усадебного типа. В центре небольшое водохранилище и парк.